# SN 2009gg
SN 2009gg – supernowa typu Ia odkryta 13 czerwca 2009 roku w galaktyce E235-G35. W momencie odkrycia miała maksymalną jasność 15,80m.